# Hypsophila klapperichi
Hypsophila klapperichi là một loài bướm đêm trong họ Noctuidae.